# Croacia en los Juegos Olímpicos de Sochi 2014
Croacia estuvo representada en los Juegos Olímpicos de Sochi 2014 por un total de 11 deportistas que compitieron en 3 deportes. Responsable del equipo olímpico fue el Comité Olímpico Croata, así como las federaciones deportivas nacionales de cada deporte con participación.
El portador de la bandera en la ceremonia de apertura fue el esquiador alpino Ivica Kostelić.

## Medallistas
El equipo olímpico croata obtuvo las siguientes medallas:
| Nombre         | Deporte      | Competición      |
| -------------- | ------------ | ---------------- |
| Oro            |              |                  |
| —              |              |                  |
| Plata          |              |                  |
| Ivica Kostelić | Esquí alpino | Supercombinada M |
| Bronce         |              |                  |
| —              |              |                  |